# Asura phryctopa
Asura phryctopa är en fjärilsart som beskrevs av Edward Meyrick 1889. Asura phryctopa ingår i släktet Asura och familjen björnspinnare. Inga underarter finns listade i Catalogue of Life.